# Bright Sheng
Bright Sheng, eigenlijk: Shèng Zōngliàng, Chinees: 盛宗亮 (Shanghai, 6 december 1955) is een Chinees componist, pianist, paukenist en dirigent, die tijdens de Culturele Revolutie in de Volksrepubliek China van de geheime politie en andere ambtenaren vervolgd werd.

## Levensloop
Sheng ontdekte zijn voorliefde voor Chinese volksmuziek en ook zijn liefde voor het componeren toen hij in een harmonieorkest in Tibet meewerkte. Hij studeerde onder andere compositie bij Wang Jian-zhong aan het Muziek-Conservatorium van Sjanghai (Chinees: 上海音乐学院) in Sjanghai, waar hij met groot lof gradueerde. In 1982 vertrok hij naar New York (zonder vrienden, zonder Engelse taalkunde en zonder geld of financiële steun) en studeerde compositie bij George Perle en Hugo Weisgall aan het Queens College van de CUNY (City University of New York), waar hij in 1984 zijn Master of Arts behaalde. Verder studeerde hij aan de Columbia-universiteit compositie bij Jack Beeson en Chou Wen-chung, waar hij in 1993 promoveerde tot Doctor of Musical Arts. Van 1985 tot 1990 deed hij ook privé compositiestudies bij componist, dirigent en muzikaal allround-talent Leonard Bernstein. Verdere studies deed hij aan de Aspen Music Festival and School en aan het Tanglewood Music Festival.
In de Verenigde Staten kreeg hij drie keer "fellowships" van de National Endowment for the Arts, in 1984 de Charles Ives Scholarship Award van de American Academy and Institute of Arts and Letters. In 1989 en 1991 was hij tweede bij de verlening van de Pulitzer-prijs. In 2001 ontving hij de Genius Award van de MacArthur Foundation verbonden met een studiebeurs.
Van 1971 tot 1978 werkte hij als pianist en paukenist aan het Volksdans- en muziektheater in de provincie Qinghai. In deze tijd verzamelde hij ook veel volksmuziek. Van 1989 tot 1992 werkte hij als "composer-in-residence" aan de Lyric Opera in Chicago. Van 1992 tot 1995 en van 2000 tot 2001 was hij eveneens als "composer-in-residence" verbonden aan het Seattle Symphony Orchestra. Sinds 1997 is hij artistiek adviseur bij het Queens Symphony Orchestra en in dezelfde functie sinds 1998 bij het Silk Road Project.
Vanaf 1995 is hij docent voor compositie aan de Universiteit van Michigan in Ann Arbor. Al spoedig werd hij professor en verbleef in deze functie tot nu. Sinds 1996 is hij ere-professor aan het conservatorium van Wuhan.
Als componist schreef hij voor vele genres, werken voor orkest, harmonieorkest, opera, vocale muziek en kamermuziek.

## Composities

### Werken voor orkest
- 1988 H’un (Lacerations): in memoriam 1966-1976, voor orkest (weergave van de persoonlijke ervaringen van de componist tijdens de Culturele Revolutie in de Volksrepubliek China)
- 1992 Fanfare, from "China Dreams", voor orkest
- 1994 Prelude from "China Dreams", voor orkest
- 1992-1995 China Dreams, voor orkest
- 1997 Postcards, voor orkest
- 2002 Tibetan Swing, voor orkest
- 2005 Concerto for Orchestra "Zodiac Tales", voor orkest
- 2007 Shanghai Overture

#### Concerten voor instrumenten en orkest
- 1997 Spring Dreams for Violin and Traditional Chinese Orchestra, voor viool en traditioneel Chinees orkest
- 1997 Two Poems, voor cello en orkest
- 1999 Nanking! Nanking!, voor pipa en orkest
- 1999 Flute Moon, voor dwarsfluit (ook: piccolo) en orkest
- 2000 Red Silk Dance, concert voor piano en orkest
- 2003 The Song and Dance of Tears, voor cello, piano, pipa, sheng en orkest
- 2004 Colors of Crimson, voor marimba en orkest
- 2006 Wild Swan: Concertino, voor klarinet en orkest

### Werken voor harmonieorkest
- 2005 La’i (Love Song), voor harmonieorkest

### Muziektheater

#### Opera's
| Voltooid in    | titel                   | aktes   | première                                                              | libretto               |
| -------------- | ----------------------- | ------- | --------------------------------------------------------------------- | ---------------------- |
| 1992           | The Song of Majnun      | 1 akte  | 1992, Chicago, Lyric opera                                            | Andrew Porter          |
| 1996           | may i feel, said he...  | 1 akte  |                                                                       | Edward Estlin Cummings |
| 1997; rev.2000 | The Silver River        | 1 akte  | 1997, Santa Fe, Opera ; rev. versie: 2000, Charleston (West Virginia) | David Henry Hwang      |
| 2003           | Madame Mao (Jiang Qing) | 2 aktes | 2003, Santa Fe                                                        | Colin Graham           |

#### Balletten
| Voltooid in | titel                        | aktes | première                                                     | libretto    | choreografie         |
| ----------- | ---------------------------- | ----- | ------------------------------------------------------------ | ----------- | -------------------- |
| 2007        | The Nightingale and the Rose |       | 8 juni 2007 New York, New York State Theater Lincoln Center, | Oscar Wilde | Christopher Wheeldon |

### Werken voor koren
- 1989 Two Folk Songs from Qinghai, voor gemengd koor en orkest
- 2004 The Boatmen’s Song, voor kinderkoor, harp en slagwerk

### Vocale muziek
- 1982 Three Chinese Poems, voor mezzosopraan en piano
- 1985 Two Poems from the Sung Dynasty, voor sopraan en orkest
- 1988 Three Chinese Love Songs, voor sopraan, altviool en piano
- 1992 Fragments from “The Song of Majnun”, voor sopraan, tenor, klein gemengd koor, groot gemengd koor en orkest
- 2004 The Phoenix, voor sopraan en orkest (gebaseerd op Hans Christian Andersen: «The Bird Phoenix»)

### Kamermuziek
- 1990 Four Movements, voor viool, cello en piano
- 1993 Concertino, voor klarinet, 2 violen, altviool en cello
- 1993 Strijkkwartet Nr. 3
- 1999 Three Songs, voor pipa en cello
- 2000 Strijkkwartet Nr. 4 - Silent Temple
- 2001 Tibetan Dance, voor viool, cello en piano
- 2006 A Night at the Chinese Opera, voor viool en piano
- 2006 Little Cabbage, voor Es-klarinet en klarinet in Bes
- 2006 Three Fantasies, voor viool en piano
- 2007 Strijkkwartet Nr. 5, "The Miraculous"
- 2007 Sweet May Again, voor contrabas en piano

### Werken voor piano
- 1989 My Song (M’ai Sang)
- 2001 Distant Birthday Bells
- 2003 Variation Fugato
- 2007 My Other Song